# 東町田墳墓群

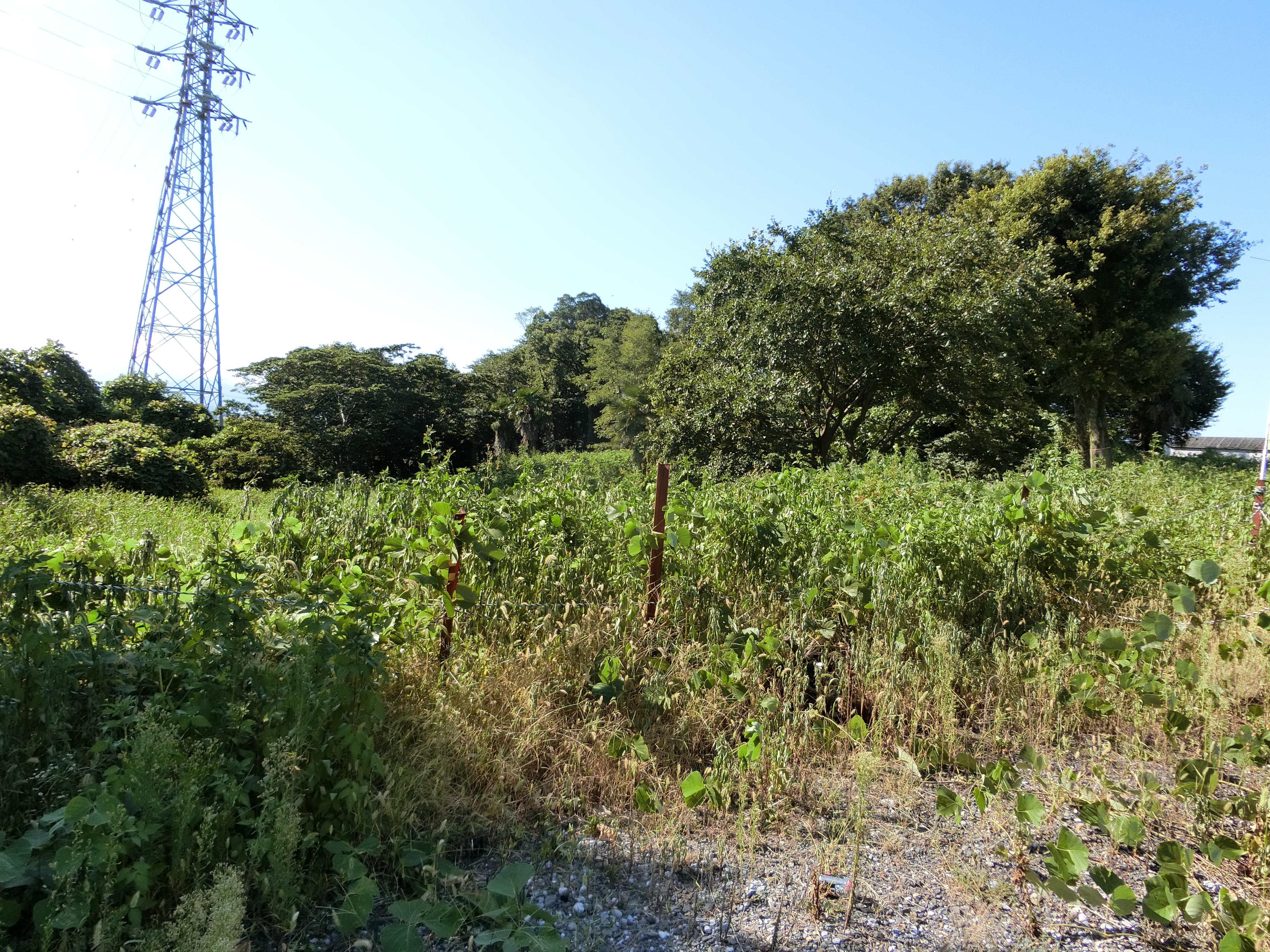
東町田墳墓群

東町田墳墓群（ひがしちょうだふんぼぐん）は、岐阜県大垣市昼飯町（ひるいちょう）字東町田にある弥生時代から古墳時代にかけての墳墓群。国の史跡に指定されている。
平成3年（1991年）から平成6年（1994年）にかけて昼飯町の区画整理を実施するにあたって発掘調査が行われ、環濠集落、方形周溝墓、円形周溝墓や前方後方型周溝墓を含む弥生時代中期から中世に及ぶ遺構が発見された。その後も発掘調査が継続的に行われ、縄文時代から中世にかけての遺物が出土している。方形周溝墓には葺石や埴輪が見られず、弥生時代後期から古墳時代初期のものとみられている。遺跡は金生山の裾野から広がる標高13mから19mの台地に所在し、比較的洪水の被害を受けにくい地形として古くから土地利用されていたものと考えられている。二重の堀に囲まれた環濠集落北側にある台地の高所に墓域が設けられていた。その一部はかつて居住区であったとみなされている。
方形周溝墓の大きさはSZ04が10mを超えるほかは概ね10m弱で、埋葬施設は消滅してしまっており確認できない。墳墓に関連する遺物としては絵画土器や辰砂が付着した石臼、高坏、三足壺、受口状口縁壺、二重口縁壺、S字状口縁台付甕、パレススタイル壺などが見つかっており、出土品の傾向から近江湖北と関係ある勢力であったことがうかがえる。また、一部の遺物はベンガラによる彩色が施されており、鉄の産地として知られていた金生山由来の可能性が考えられている。これらは大垣市歴史民俗資料館で保管されており、特に絵画土器については大垣市の指定文化財となっている。前方後方型周溝墓はSZ02とSZ10の二基が発見されており、SZ02は全長21mで後方部は12m×13m、SZ10は全長16.6mで、後方部は10.2m×11.4mの大きさがあった。遺跡の墳墓群は東海地方における弥生時代の墓制から古墳時代の墓制への変遷をうかがうことができるとして平成29年（2017年）に国の史跡に指定された。南東方向約2kmの場所にはほぼ同時代の集落跡である荒尾南遺跡がある。